# Bergmästardöme
Bergmästardöme eller bergsstat, var i Sverige förr en region som en bergmästare hade tillsyn över, och var en enhet inom den jurisdiktion där bergsrätten gällde. I bergmästardömen ingick bergslag och övrig verksamhet där bergsbruk bedrevs. Som mest fanns tolv bergmästardömen. De första bergmästaredömena bildades 1630 och de upplöstes 1857 när Bergskollegiet lades ner.
Bergsbruket i Sverige organiserades sedan 1600-talet av Bergskollegium, en statlig myndighet som leddes av en president. För tillsyn och kontroll över bergsbruket ute i landet indelades Sverige i tolv bergmästardömen, även kallade bergsstater, och till varje sådan tillsattes en bergmästare att utföra tillsynen över bergsmännen i sitt bergmästaredöme. Eftersom bergmästarsysslan var ett statligt ämbete var bergmästarna som regel adliga. Bergmästardömet var en juridisk enhet, där bergslagen tillämpades under bergmästaren i bergstingsrätten. Bergmästardömena upphörde 1857, och omorganiserades då i distrikt som saknade egen jurisdiktion. Distrikten har genom centralisering blivit allt större för att slutligen bli bara ett, Bergsstaten. 
Ett bergmästardöme kunde bestå av ett eller flera bergslag eller inget. Bergmästardömena var i sin tur indelade i ett eller flera bergsfögderier (ledda av bergsfogden).

## De tolv bergmästardömena
Första bergmästardömet var Sala silverbergslag, som bildades redan 1630. Förste bergmästaren var Georg Grissbach. Från 1772 kallades bergmästaren i detta bergmästardöme bergshauptman. Första bergmästardömet bytte 1855 namn till Sala Bergslag.
Andra bergmästardömet var Stora Kopparbergs bergslag, bildat 1637 med Peder Hansson Bergman som bergmästare. Bergmästaren kallades från 1758 bergshauptman. 1862 uppgick andra bergmästardömet i fjärde distriktet, Falun.
Tredje bergmästardömet var Nya Kopparberg och Hällefors silververk, Grythytte och Hjulsjö bergslager och bildades 1637 med Harald Olsson som bergmästare. 1845 överfördes Lindes bergslag till mästardömet. Några år senare, 1856, bytte bergmästardömet namn till Femte distriktet, och 1875 till Fjärde eller Mellersta distriktet.
Fjärde bergmästardömet utgjordes av Öster- och västerbergslagen med Dalarna och Västmanland, och bildades 1630. Området har sedan genom bergmästarens succession övergått till Bergsstaten, och fortlever således med alla andra bergmästardömen inlemmade i denna. 
Femte bergmästardömet utgjordes av Nora och Linde bergslager jämte Närke och Västergötland. Bergmästaredömet bildades 1637, och förste bergmästare var Sten Andersson. Bergmästardömet övergick i distrikt, där det sedan mitten av 1800-talet varit flera omorganisationer och namnbyten. Efter 1974 har regionen kommit att kallas Södra distriktet, Falun. 
Sjätte bergmästardömet utgjordes av Värmland (inklusive Filipstads bergslag och Karlskoga bergslag) jämte Dalsland och Bohuslän, men ingick till en början i femte bergmästardömet, varför dess förste bergmästare var Sten Andersson som ovan. 1656 fick bergmästardömet en egen bergmästare, Erik Johansson. 1856 övergick det i Sjunde distriktet och bytte sedan namn medan det uppgick i allt större enheter.
Sjunde bergmästardömet bestod av Uppland med Roslagen samt Västernorrlands län med Gästrikland, Hälsingland, Medelpad och Ångermanland, och bildades 1637 med Christoffer Geijer som förste bergmästare. 1748 avskildes Västernorrlands län (landskapen Jämtland, Härjedalen, Medelpad och Ångermanland), och från 1850-talet övergick organisationen i större distrikt.
Åttonde bergmästardömet som utgjordes av Södermanland och Östergötland jämte Kalmar och Jönköpings län  ingick till 1643 i föregående under Christoffer Geijer och bröts sedan ut under Geijer. Det uppgick under 1850-talet i större distrikt.
Nionde bergmästardömet av Skåne och Kronobergs län bildades 1660 med en inspektor, Casper Schmidt. Först 1694 tillsattes bergmästare i stället. Den förste var Jonas Schnack.
Tionde bergmästardömet bestod av Västerbotten med lappmarkerna. Västerbotten innefattade denna tid även Norrbotten. Bergmästardömet bildades 1637 med Hans Filip Lybecker d.ä. som förste bergmästare.
Elfte bergmästardömet var Finland som 1638 fick Henrik Mårtensson Teet som bergmästare. Bergmästardömet försvann när Sverige förlorade Finland 1809.
Tolfte bergmästardömet bestod av Västernorrlands län med landskapen Jämtland, Härjedalen, Medelpad och Ångermanland, och bildades 1748 med Erik Sohlberg som bergmästare.